# Japan op de Olympische Winterspelen 1932
Tijdens de Olympische Winterspelen van 1932, die in Lake Placid (Verenigde Staten) werden gehouden, nam Japan voor de tweede keer deel.

## Deelnemers en resultaten

### Kunstrijden
| Olympiër          | Discipline | Resultaat | Prestatie             |
| ----------------- | ---------- | --------- | --------------------- |
| Kazuyoshi Oimatsu | mannen     | 9e        | pc. 67; 1978,6 punten |
| Ryuichi Obitani   | mannen     | 12e       | pc. 79; 1856,7 punten |

### Langlaufen
| Olympiër            | Discipline | Resultaat | Prestatie |
| ------------------- | ---------- | --------- | --------- |
| Iwao Ageishi        | 50 km (m)  | 17e       | 5:19.31   |
| Takeo Hoshina       | 18 km (m)  | 17e       | 1:35.47   |
| Saburo Iwasaki      | 18 km (m)  | 37e       | 1:44.07   |
| Saburo Iwasaki      | 50 km (m)  | 18e       | 5:21.40   |
| Heigoro Kuriyagawa  | 18 km (m)  | 12e       | 1:31.34   |
| Heigoro Kuriyagawa  | 50 km (m)  | dnf       | opgave    |
| Kinzo Tanguchi      | 50 km (m)  | dnf       | opgave    |
| Takemitsu Tsubokawa | 18 km (m)  | 15e       | 1:33.15   |

### Noordse combinatie
| Olympiër            | Discipline | Resultaat | Prestatie                                                          |
| ------------------- | ---------- | --------- | ------------------------------------------------------------------ |
| Takemitsu Tsubokawa | mannen     | 15e       | 358,90 punten 18 km: 210,00 (1:33.15) schans: 148,90 (35,5+37,0 m) |
| Heigoro Kuriyagawa  | mannen     | 20e       | 332,80 punten 18 km: 219,00 (1:31.34) schans: 113,80 (49,5+50,0 m) |
| Katsumi Yamada      | mannen     | 32e       | 222,20 punten 18 km: 111,00 (1:56.03) schans: 111,20 (47,0+40,5 m) |

### Schaatsen
| Olympiër       | Discipline   | Resultaat | Prestatie               |
| -------------- | ------------ | --------- | ----------------------- |
| Shozo Ishihara | 500 m (m)    | series    | serie 1: 3e             |
| Shozo Ishihara | 1500 m (m)   | series    | serie 2: 5e             |
| Shozo Ishihara | 5000 m (m)   | series    | serie 1: niet gefinisht |
| Shozo Ishihara | 10.000 m (m) | series    | serie 1: niet gefinisht |
| Yasuo Kawamura | 500 m (m)    | series    | serie 1: 5e             |
| Yasuo Kawamura | 1500 m (m)   | series    | serie 3: 4e             |
| Yasuo Kawamura | 5000 m (m)   | series    | serie 2: niet gefinisht |
| Yasuo Kawamura | 10.000 m (m) | series    | serie 2: niet gefinisht |
| Tokuo Kitani   | 500 m (m)    | series    | serie 2: 4e             |
| Tokuo Kitani   | 1500 m (m)   | series    | serie 3: 5e             |
| Tokuo Kitani   | 5000 m (m)   | series    | serie 2: niet gefinisht |
| Tokuo Kitani   | 10.000 m (m) | series    | serie 2: niet gefinisht |
| Tomejo Uruma   | 500 m (m)    | series    | serie 3: 6e             |
| Tomejo Uruma   | 1500 m (m)   | series    | serie 1: 6e             |
| Tomejo Uruma   | 5000 m (m)   | series    | serie 1: niet gefinisht |
| Tomejo Uruma   | 10.000 m (m) | series    | serie 1: niet gefinisht |

### Schansspringen
| Olympiër         | Discipline | Resultaat | Prestatie                  |
| ---------------- | ---------- | --------- | -------------------------- |
| Goro Adachi      | mannen     | 8e        | 210,7 punten (58,0+51,0 m) |
| Mitsutake Makita | mannen     | 28e       | 134,2 punten (52,5+54,0 m) |
| Yoichi Takata    | mannen     | 31e       | 91,1 punten (61,5+49,0 m)  |
| Katsumi Yamada   | mannen     | 32e       | 70,0 punten (45,0+44,5 m)  |

België · Canada · Duitsland · Finland · Frankrijk · Groot-Brittannië · Hongarije · Italië · Japan · Noorwegen · Oostenrijk · Polen · Roemenië · Tsjecho-Slowakije · Verenigde Staten · Zweden · Zwitserland